# Медиация
Медиацията е способ за доброволно разрешаване на спорове, при който страните се подпомагат от трето, неутрално и безпристрастно лице – медиатор, за постигане на взаимно приемливо споразумение. Медиацията е един от способите за извънсъдебно разрешаване на спорове наред с арбитраж.

## Медиацията в България
Българският Граждански процесуален кодекс отдавна предвижда възможността за доброволно разрешаване на спора, поставен пред съда. В първото заседание по делото съдията е длъжен да покани страните да се спогодят. Тук обаче става дума за помирение, което е един по-неформален способ за доброволно разрешаване на спорове. С началото на демократичните промени в България натоварването с дела на съдилищата в страната се увеличава. За да създадат по-икономични алтернативи за гражданите и бизнеса, редица организации за правна реформа започват работа по въвеждането на медиацията в България на основата на работещи модели от САЩ и Европа.
През декември 2004 г. е приет Закон за медиацията. Според закона предмет на медиацията могат да бъдат граждански, търговски, трудови, семейни и административни спорове, свързани с права на потребители, и други спорове между физически и/или юридически лица. Медиация може да се използва и по наказателни дела в случаите, когато Наказателно-процесуалният кодекс го допуска.
Днес в България са създадени и работят множество центрове по медиация, включително центрове за търговска медиация към някои от бизнес асоциациите. Създаден е и Единен регистър на медиаторите към Министерството на правосъдието. В него са вписани онези медиатори, които са преминали обучение, отговарящо на изискванията на министерството.
Медиацията е доказано ефективна при:
- семейни спорове – напр. за уреждане на отношенията във връзка с раздяла/развод или продължаване с брачен договор; за отношенията между родителите и децата и във връзка с децата (родителски права, издръжка, режим на виждане, специфични предизвикателства); за имуществените отношения и омиротворяване на комуникацията занапред, при това запазвайки поверителността;
- спорове между наследници – напр. за разпределяне на наследственото имущество;
- спорове за недвижими имоти – напр. при продажба, в случаи на съсобственост;

- трудови спорове – на работното място и колективни трудови спорове, както и за уреждане на отношенията при прекратяване на трудово правоотношение;

- спорове в училищата – напр. между ученици и групи от ученици, между учители и ученици, между родители и учители;

- търговски спорове – напр. по повод сключването или изпълнението на търговски сделки или между съдружници;
- договорни спорове – напр. при договори за продажба, доставка, наем, заем, изработка, различни видове услуги;
- потребителски спорове – напр. при неизпълнение или при некачествени стоки/услуги;
- застрахователни спорове – между всички участници в застрахователното правоотношение, вкл. за договаряне на разумни частични обезщетения;
- спорове във връзка със застрахователни обезщетения – напр. за договаряне на размера им;
- спорове при строителство – напр. по повод забава или спор за качеството на изпълнението на строителството;
- при непозволено увреждане – за договаряне на обезщетение за пострадалия;
- спорове за интелектуална собственост – напр. при уреждане на последиците от нарушения на авторски права, търговски марки и т.н.[2]